# Gastrotheca griswoldi
Gastrotheca griswoldi es una especie de anfibios de la familia Amphignathodontidae.
Es endémica del Perú.
Su hábitat natural incluye praderas tropicales o subtropicales a gran altitud, tierra arable y tierras de pastos.